# Арапонгас (футбольный клуб)
«Арапонгас» — бразильский футбольный клуб из одноимённого города, штата Парана. В настоящий момент выступает в Лиге Паранаэнсе, сильнейшем дивизионе штата Парана.

## История
Клуб основан 6 июня 1974 года, домашние матчи команда проводит на стадионе «дос Пассарос», вмещающем 10 440 зрителей. Долгие годы с момента своего основания «Арапонгас» был небольшим клубом играющим в низших лигах, новая эра наступила для клуба в 2007 году с приходом в клуб нового владельца Адира Леме да Сильва, который увеличил бюджет клуба и поставил перед ним амбициозные задачи. В 2010 году «Арапонгас» занял второе место во втором дивизионе Лиги Паранаэнсе, и получил право в 2011 году дебютировать в высшем дивизионе чемпионата Штата. В 2012 году «Арапонгас» занял третье место в чемпионате штата Парана, это дало право «Арапонгасу» в 2012 году впервые в своей истории выступить в Серии D Бразилии. Принципиальным соперником клуба является команда «Рома Апукарана».

## Достижения
- 3-е место Лиги Паранаэнсе (1): 2012.